# Ла-Флеш
Ла Флеш (фр. La Flèche) — коммуна в департаменте Сарта во Франции, на берегу реки Луар. Расположена посередине между Ле-Маном и Анжером, на расстоянии 45 километров от каждого города.
Население (2004): 16 900 человек.
В Ла Флеш находится Национальное военное училище, основанное Наполеоном (Prytanée National Militaire).

## История
Согласно одной из легенд, название Ла-Флеш происходит от церкви Сен-Тома (по-французски la flèche — «колокольный шпиц»).
В Средние века Ла-Флеш является приходом епархии Анжера и под этим названием входит в состав провинции Анжу.
В 1603 году Гийом Фуке де ла Варенн, владетель Ла-Флеш (а позднее Сен-Сюзанна и Анжера, друг Генриха IV), внёс свой вклад в социально-экономическое развитие анжуйского города. Генрих IV основал здесь коллеж под управлением иезуитов. В 1762 году их изгнали, и спустя два года коллеж превратился в «Школу кадетов», которая служила подготовительным этапом для поступления в Военное училище в Париже.
В XVII веке жители Ла-Флеш, по призыву Жерома Руайе де ла Доверьсер, участвовали в основании Монреаля.
В 1808 году Наполеон основал здесь знаменитое Национальное военное училище.

## Знаменитые жители и уроженцы
- Жан Пикар, называемый также «Аббат Пикар», (1620—1682) — французский астроном и священник.
- Дэвид Юм (1711—1776) — шотландский философ-гуманист, деятель Просвещения. В Ла-Флеш он написал свой «Трактат о человеческой природе» (1737)[7].
- Мари Пап-Карпантье (1815—1878) — педагог, феминистка, пионер в области дошкольного образования.
- Лео Делиб (1836—1891) — композитор, автор оперы «Лакме» и балета «Коппелия».
- Жан-Батист Лемир (1867—1945) — композитор и дирижер. Похоронен в Ла-Флеш.
- Поль Готье (1914—2002) — теолог, гуманист, предшественник «теологии освобождения».